# Chris Noth
Christopher David Noth (Madison, Wisconsin, 13 november 1954) is een Amerikaans acteur. Noth brak in 1990 door als rechercheur Mike Logan in Law & Order en de spin-off Law & Order: Criminal Intent. Verder speelde hij Mr. Big in de serie en gelijknamige film Sex and the City en het vervolg Sex and the City 2.
Noth groeide op in Stamford, Connecticut, maar reisde en woonde tijdens zijn jeugd in Engeland, Joegoslavië en Spanje. Hij bleef nooit ergens lang. Zijn moeder was een verslaggeefster voor CBS. Zijn vader verkocht verzekeringen, maar stierf toen Noth nog jong was. In zijn jeugd kwam hij enkele malen in aanraking met de politie.
Noth is sinds 6 april 2012 getrouwd met actrice Tara Wilson, die hij ontmoette in zijn bar The Cutting Room in Manhattan.

## Filmografie
- Smithereens (1982) - prostitué
- Waitress! (1982) - man in Cowleys kantoor
- Killer in the Mirror (televisiefilm, 1986) - Johnny Mathews
- Hill Street Blues (televisieserie) - Politieagent Ron Lipsky (afl. Look Homeward, Ninja, 1986|Slum Enchanted Evening, 1986|Come and Get It, 1986)
- Off Beat (1986) - Ely Wareham Jr.
- Apology (televisiefilm, 1986) - Roy Burnette
- At Mother's Request (televisiefilm, 1987) - Steve Klein
- I'll Take Manhattan (miniserie, 1987) - rol onbekend
- Baby Boom (1987) - echtgenoot (Yuppie)
- Jakarta (1988) - Falco
- Another World (televisieserie) - Dean Whitney (afl. onbekend, 1988)
- A Man Called Hawk (televisieserie) - Mr. Stringer (afl. Beautiful Are the Stars, 1989)
- Monsters (televisieserie) - de duivel (afl. Satan in the Suburbs, 1989)
- Naked in New York (1993) - Jason Brett
- In the Shadows, Someone's Watching (televisiefilm, 1993) - Dr. Ferris
- Where Are My Children? (televisiefilm, 1994) - Cliff Vernon
- Burnzy's Last Call (1995) - Kevin
- Homicide: Life on the Street (televisieserie) - NYPD-rechercheur Mike Logan (afl. Law and Disorder, 1995)
- Law & Order (televisieserie) - Rechercheur Mike Logan (111 afl., 1990-1995)
- Nothing Lasts Forever (televisiefilm, 1995) - Dr. Ken Mallory
- Abducted: A Father's Love (televisiefilm, 1996) - Larry Coster
- Born Free: A New Adventure (televisiefilm, 1996) - Dr. David Thompson
- Touched by an Angel (televisieserie) - Carl Atwater (afl. Full Moon, 1997)
- Rough Riders (televisiefilm, 1997) - Craig Wadsworth
- The Deli (1997) - Sal The Trash Man
- Cold Around the Heart (1997) - T
- Medusa's Child (televisiefilm, 1997) - Tony DiStefano
- The Broken Giant (1998) - Jack Frey
- Exiled (televisiefilm, 1998) - Rechercheur Mike Logan
- The Confession (1999) - Campuso
- Getting to Know You (1999) - Sonny
- A Texas Funeral (1999) - Clinton
- Pigeonholed (1999) - Devons vader
- The Acting Class (2000) - Martin Ballsac
- Cast Away (2000) - Jerry Lovett
- Double Whammy (2001) - Chick Dimitri
- The Judge (televisiefilm, 2001) - Paul Madriani
- The Glass House (2001) - Oom Jack
- Crossing Jordan (televisieserie) - FBI-agent Drew Haley (afl. Digger: Part 1 & 2, 2001)
- Searching for Paradise (2002) - Michael De Santis
- Julius Caesar (televisiefilm, 2002) - Pompeius
- This Is Your Country (televisiefilm, 2003) - Presentator
- Bad Apple (televisiefilm, 2004) - Tozzi
- Sex and the City (televisieserie) - Mr. Big (41 afl., 1998-2004)
- Mr 3000 (2004) - Schiembri
- Tooth Fairy (2004) - Papa
- The Perfect Man (2005) - Ben Cooper
- Law & Order: Criminal Intent (televisieserie) - Rechercheur Mike Logan (36 afl., 2005-2008)
- Sex and the City (2008) - Mr. Big
- Frame of Mind (2009) - Steve Lynde
- My One and Only (2009) - Harlan
- The Good Wife (televisieserie) - Peter Florrick (2009-heden)
- Sex and the City 2 (2010) - Mr. Big
- Justice League: Crisis on Two Earths (2010) - Lex Luthor (stem)
- White Girl (2016) - George

- Biblioteca Nacional de España: XX1450913
- Bibliothèque nationale de France: cb15016583d (data)
- Gemeinsame Normdatei: 131979035
- International Standard Name Identifier: 0000 0001 1440 0329
- Library of Congress Control Number: no98089940
- Nederlandse Thesaurus van Auteursnamen: 125641214
- SNAC: w6vj8j6f
- Système universitaire de documentation: 169237818
- Virtual International Authority File: 25751273
- WorldCat: E39PBJgHhpqQRTkWqGxtrG4yVC